# Метеор (стадіон)
«Метеор» — стадіон в Україні, у місті Дніпрі. Відкритий у 1966 році. Реконструкцію проведено у 2001 році, коли кількість місць було зменшено до 24 381 (усі для сидіння). Був домашньою ареною футбольного клубу «Дніпро» до відкриття нового стадіону «Дніпро-Арена».
З сезону 2015/16 і до сезону 2017/18 на стадіоні грала домашні матчі кам'янська «Сталь» через реконструкцію власної домашньої арени.

## Історія
Стадіон «Метеор» був зданий в експлуатацію 30 серпня 1966 року. До 2008 року стадіон був домашньою ареною дніпропетровського «Дніпра». Саме на «Метеорі» команда двічі вигравала звання чемпіона СРСР і в сумі провела 3 матчі в Кубку чемпіонів. З 2008 року команда «Дніпро» переїхала на новий стадіон «Дніпро-Арена», а на старому матчі став проводити «Дніпро-2». Також кілька років на «Метеорі» матчі проводила команда «Дніпро-75».
8 жовтня 2005 року стадіон прийняв відбірковий матч чемпіонату світу 2006 між збірними України та Албанії.
З осені 2014 з літо 2015 — тимчасова домашня арена маріупольського «Іллічівця» (у зв'язку з агресією Росії на сході України). У період з сезону 2015/16 по початок сезону 2017/18 на стадіоні грала домашні матчі «Сталь», в зв'язку з реконструкцією стадіону «Металург» в Кам'янському. Восени 2017 «Сталь» змінила «Метеор» на «Оболонь-Арену» в Києві.

## Ігри національної збірної України
| Дата          | Турнір   | Господарі | Рахунок | Гості   | Голи                                                            |
| ------------- | -------- | --------- | ------- | ------- | --------------------------------------------------------------- |
| 8 жовтня 2005 | КЧС-2006 | Україна   | 2:2     | Албанія | 1:0 Шевченко 45' 1:1 Богдані 75' 1:2 Богдані 83' 2:2 Ротань 86' |